# Battaglia di Hsimucheng
La battaglia di Hsimucheng fu uno scontro militare terrestre nell'ambito della guerra russo-giapponese (1904-1905), fu combattuta il 31 luglio 1904 nei pressi del villaggio di Hsimucheng, a circa 20 km dalla città di Haicheng, la battaglia fu vinta dai giapponesi.

## Antefatti
In seguito alla sconfitta nella battaglia di Tashihchiao il secondo Corpo d'armata Siberiano guidato dal generale Michail Zasulič si ritirò fino al villaggio di Hsimucheng. Zasulič poteva contare su un totale di 33 battaglioni e 80 pezzi di artiglieria ma era posizionato in una posizione particolarmente svantaggiosa.
Contemporaneamente la quinta e la decima divisione della quarta armata dell'esercito imperiale giapponese si sganciarono e cercarono di raggiungere la seconda armata sotto il comando del generale Nozu Michitsura.

## Operazioni militari
Le due forze entrarono in contatto la mattina del 31 luglio 1904, con la decima divisione giapponese che lanciò un'offensiva frontale alle postazioni russe. Contemporaneamente la quinta divisione si muoveva sul fianco sinistro per minacciare la ritirata del nemico.
Le forze russe riuscirono a tenere testa a quelle giapponesi per tutto il giorno e la notte, nel frattempo la terza divisione della seconda armata giapponese al comando del generale Oku si sganciò per andare incontro alla quinta divisione. A quel punto i russi erano attaccati da tre lati e il generale Zasulič scelse quindi di ritirarsi, consentendo alle divisioni giapponesi di riunirsi e di prepararsi a marciare verso nord in direzione di Liaoyang

## Eventi successivi
Dopo aver vinto a Hsimucheng le armate giapponesi viaggiarono verso nord, riunendosi ad altre divisioni dove diedero vita alla battaglia di Liaoyang.